# 西靖镇
西靖镇，是中华人民共和国甘肃省武威市古浪县下辖的一个乡镇级行政单位。
2015年，甘肃省民政厅批复同意撤销西靖乡，设立西靖镇。

## 行政区划
西靖镇下辖以下地区：
西靖村、古山村、平源村、高峰村和七墩台村。